# Old fashioned
Old fashioned är en whiskeydrink baserad på whisky, antingen bourbon, rye- eller kanadensisk whisky. Det finns olika varianter av amerikansk och kanadensisk whisky för att blanda till en Old-fashioned. Whiskyn blandas med bitter och socker, och serveras i ett lågt glas. Drinken har givit old fashioned-glaset dess namn.